# Zinkiv

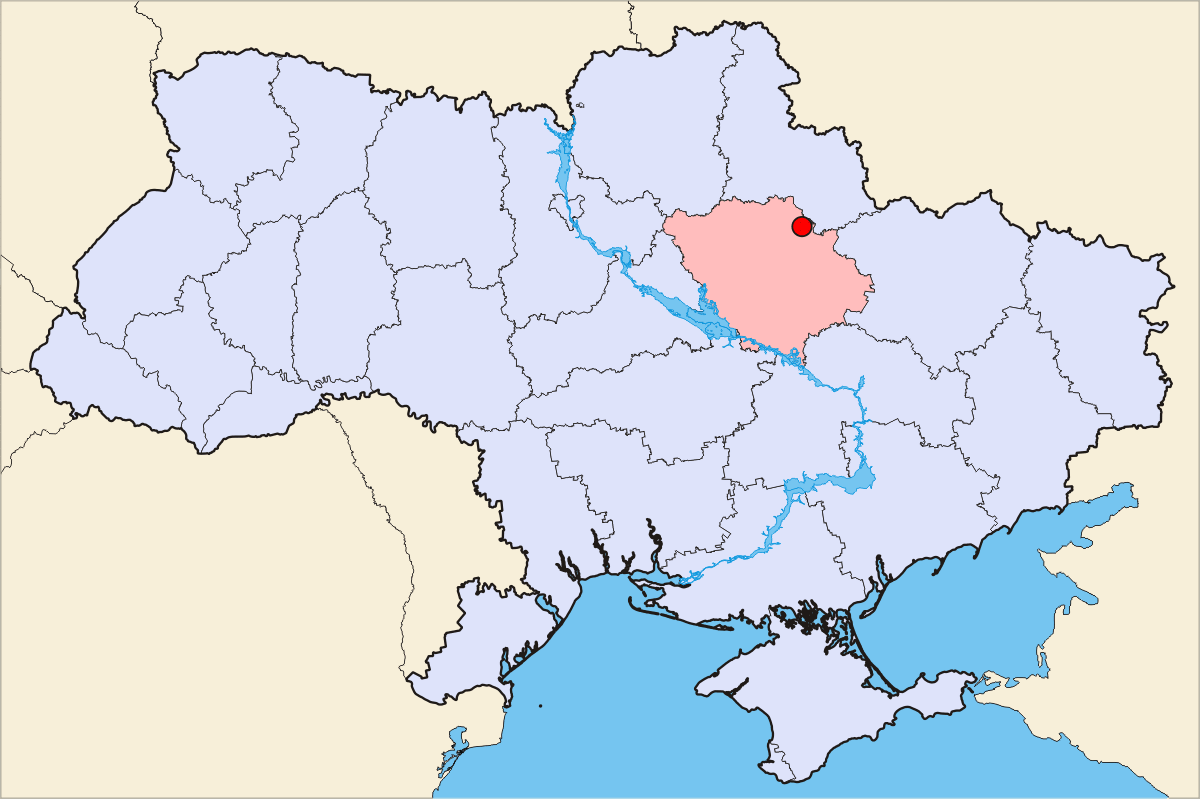
A localização de Zinkiv na Ucrânia

Zinkiv é uma cidade situada na região central da Ucrânia, em Oblast de Poltava. Segundo o censo de 2001, a população da cidade era de 10.577 habitantes. A cidade foi fundada em 1533 .